# جزيرة فينكس
جزيرة فينكس وتعرف بدبي الشرق  هي جزر إصطناعية تقع في سانيا،هاينان،الصين.